# جيرالد أوستين ماكهيو جونيور
جيرالد أوستين ماكهيو جونيور (بالإنجليزية: Gerald Austin McHugh, Jr.)‏ هو قاضي ومحامي أمريكي، ولد في 16 نوفمبر 1954 في فيلادلفيا في الولايات المتحدة.